# Battaglia di Maiwand
La battaglia di Maiwand fu uno degli scontri più rilevanti della seconda guerra anglo-afghana. Grazie al coraggio di Malalai Anaa, i seguaci di Ayub Khan sconfissero l'esercito britannico in una delle rare vittorie, nel XIX secolo, di una forza asiatica contro una potenza occidentale, anche se a un prezzo molto alto: tra 2 050 e 2 750 soldati afghani furono uccisi e, probabilmente, circa 1 500 rimasero feriti.

## La battaglia
Prima della battaglia, la guerra era andata piuttosto bene per gli Inglesi. Avevano sconfitto le tribù afghane ad Ali Masjid, a Peiwar Kotal, a Kabul e ad Ahmed Khel, e avevano occupato numerose città e villaggi, tra cui Kandahar, Dakka e Jalalabad.
Ayub Khan, il figlio più giovane di Sher Ali Khan, partì alla volta di Kandahar con un piccolo esercito nel giugno 1880; una brigata britannica, sotto il comando del generale George Burrows, fu inviata da Kandahar per opporsi ad esso. La brigata di Burrows, una forza di 2 500 uomini con circa 500 soldati britannici, avanzò fino ad Helmand, di fronte Gereshk, per opporsi Ayub Khan, ma fu lì attaccata dalle leve di Sher Ali. Le leve furono sconfitte e i britannici si impadronirono di 6 cannoni. Burrows si ritirò fino a Kushk-i-Nakhud, a metà della strada per Kandahar, dove avrebbe potuto intercettare Ayub Khan qualora quest'ultimo avesse voluto dirigersi a Ghazni o, appunto, a Kandahar. Rimase lì una settimana, durante cui i cannoni catturati si aggiunsero alla sua forza, assieme alla E Battery e ad ulteriori artiglieri provenienti dalla fanteria britannica.

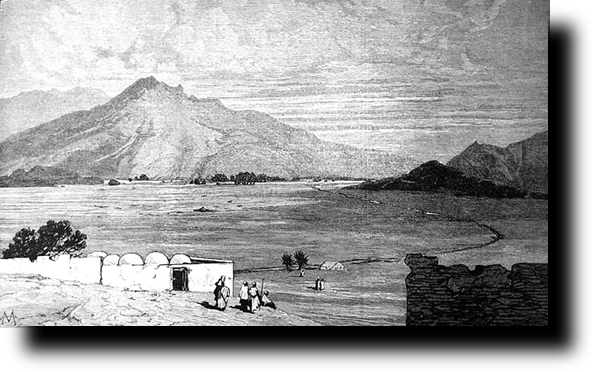
Panorama del campo di battaglia a Maiwand, da uno schizzo del Capitano Slade

Il pomeriggio del 26 luglio, giunse la notizia che la forza afghana si avvicinava a Passo Maiwand, a pochi chilometri di distanza da Burrows e dalla sua brigata. Il generale britannico decise di spostarsi presto il giorno seguente, per interrompere l'avanzata afghana. Verso le 10:00, la cavalleria afghana fu avvistata e la brigata britannica iniziò a schierarsi per la battaglia. Burrows non era consapevole che si sarebbe trovato faccia a faccia con la principale forza militare di Ayub. La forza afghana contava 25 000 elementi, tra truppe regolari e cinque batterie di artiglieria, tra cui alcuni fucili Armstrong di ultima generazione. I cannoni afghani, a poco a poco, entrarono in azione, dando il via ad un duello dell'artiglieria di circa tre ore, in un campo di 1700 metri, durante cui i cannoni britannici catturati esaurirono le loro munizioni e si ritirarono per essere ricaricati. Ciò permise agli Afghani di forzare il fianco sinistro del battaglione britannico. Il fianco sinistro, comprendente reggimenti di fanteria indiana, cedette e ripiegò in una grande ondata verso il fianco destro; il 66º Reggimento Berkshire, spina dorsale della difesa, venne frammentato dalla pressione dell'attacco Ghazi.
La E Battery, comandata dal Capitano Slade, e una mezza compagnia di Genieri Reali di Bombay, sotto il comando del Luogotenente T. R. Henn, si mossero velocemente a coprire la ritirata dell'intera Brigata britannica. La B Battery continuò a sparare fino all'ultimo momento; due sezioni (quattro cannoni) si stavano riscaldando quando gli afghani erano già a circa 15 chilometri di distanza, ma la terza sezione (sotto il Luogotenente Maclaine) ebbe la peggio sugli avversari. Maclaine fu catturato e tenuto prigioniero a Kandahar, dove il suo corpo fu ritrovato nella tenda di Ayub Khan durante l'attacco britannico del 1º settembre, apparentemente ucciso per evitare la sua liberazione. I cannoni britannici catturati durante quest'azione vennero poi recuperati a Kandahar.
Malalai Anaa viene considerata l'ispiratrice della vittoria degli afghani. Malalai era la figlia di un pastore, aveva 17 anni quando il suo promesso sposo e suo padre si arruolarono. Lei li seguì per curare i feriti e portare acqua ai combattenti. Quando gli eserciti si contrarono a Maiwand, gli inglesi uccisero un portabandiera e Malalai corse nel campo di battaglia, si tolse il velo che le copriva i capelli e ne fece una bandiera. Diede esempio alle truppe afghane di coraggio e fierezza tenendo alta la bandiera cantando. L'esercito afghano ritrovò la forza dal suo esempio e continuò a lottare. Gli inglesi furono sconfitti, ma gestirono una ritirata che ricadde interamente sui loro sforzi e sull'apatia degli afghani. Delle 2 476 truppe britanniche impegnate, si contarono 21 ufficiali e 948 soldati uccisi e otto ufficiali e 169 uomini feriti: i Granatieri persero il 64% della loro forza e il 66º Reggimento perse il 62%; le perdite della cavalleria furono molto inferiori.
La notizia del disastro raggiunse Kandahar il giorno successivo; venne spedita in loco un poderoso contingente, che incontrò le truppe in ritirata a Kokeran.
Vittime del reggimento anglo-indiano:
- E Battery, B Brigade Royal Horse Artillery: 19 morti, 16 feriti[3]
- 3º Reggimento di Cavalleria Leggera di Bombay della Regina: 27 morti, 18 feriti.
- 3º Reggimento di Cavalleria Sciolta (Cavalleria Irregolare di Bombay): 15 morti, 1 ferito.
- 66º Reggimento di Fanteria Berkshire: 286 morti, 32 feriti.
- 1º Reggimento della Fanteria di Nativi di Bombay (Granatieri di Bombay): 366 morti, 61 feriti.
- 30º Reggimento della Fanteria di Nativi di Bombay (Fucilieri di Jacob): 241 morti, 32 feriti.
- 2ª Compagnia, genieri e minatori di Bombay: 16 morti, 6 feriti.

La stima delle vittime afghane è di 3 000, il che riflette la natura disperata di gran parte dei combattimenti, anche se altre fonti riportano cifre diverse: 1 500 afghani e fino a 4 000 Ghazis uccisi.

## Conseguenze
La battaglia decretò un crollo morale per lo schieramento inglese, ma fu in parte una delusione anche per Ayub Khan, governatore di Herat e comandante degli afghani in questa battaglia, perché procurò la perdita di numerosi uomini per ottenere, in cambio, un misero vantaggio. Ayub Khan riuscì a ricacciare i Britannici verso Kandahar, con la conseguente, celebre marcia di 314 miglia del generale Frederick Roberts da Kabul a Kandahar, nel mese di agosto del 1880. La conseguente battaglia di Kandahar, il 1º settembre, segnò la vittoria decisiva per i Britannici.